# Episodi di Io e i miei tre figli (seconda stagione)
La seconda stagione della serie televisiva Io e i miei tre figli (My Three Sons) è andata in onda negli Stati Uniti dal 28 settembre 1961 al 7 giugno 1962 sulla ABC.
| nº | Titolo originale            | Prima TV USA      | Titolo italiano | Prima TV Italia |
| -- | --------------------------- | ----------------- | --------------- | --------------- |
| 1  | Birds And Bees              | 28 settembre 1961 |                 |                 |
| 2  | Instant Hate                | 5 ottobre 1961    |                 |                 |
| 3  | The Crush                   | 12 ottobre 1961   |                 |                 |
| 4  | Tramp the Hero              | 26 ottobre 1961   |                 |                 |
| 5  | A Perfect Memory            | 2 novembre 1961   |                 |                 |
| 6  | Bub's Lodge                 | 9 novembre 1961   |                 |                 |
| 7  | A Lesson in Any Language    | 16 novembre 1961  |                 |                 |
| 8  | The Ugly Duckling           | 23 novembre 1961  |                 |                 |
| 9  | Chip's Composition          | 30 novembre 1961  |                 |                 |
| 10 | Mike in Charge              | 7 dicembre 1961   |                 |                 |
| 11 | Bub Goes to School          | 14 dicembre 1961  |                 |                 |
| 12 | Robbie's Band               | 21 dicembre 1961  |                 |                 |
| 13 | Damon and Pythias           | 28 dicembre 1961  |                 |                 |
| 14 | Chip Leaves Home            | 4 gennaio 1962    |                 |                 |
| 15 | The Romance of Silver Pines | 11 gennaio 1962   |                 |                 |
| 16 | Blind Date                  | 18 gennaio 1962   |                 |                 |
| 17 | Second Time Around          | 25 gennaio 1962   |                 |                 |
| 18 | The Girls Next Door         | 1º febbraio 1962  |                 |                 |
| 19 | Bub Gets a Job              | 8 febbraio 1962   |                 |                 |
| 20 | Le Petit Stowaway           | 15 febbraio 1962  |                 |                 |
| 21 | Robbie Valentino            | 22 febbraio 1962  |                 |                 |
| 22 | The Masterpiece             | 1º marzo 1962     |                 |                 |
| 23 | A Holiday for Tramp         | 8 marzo 1962      |                 |                 |
| 24 | The Big Game                | 15 marzo 1962     |                 |                 |
| 25 | Chip's Party                | 22 marzo 1962     |                 |                 |
| 26 | Casanova Trouble            | 29 marzo 1962     |                 |                 |
| 27 | The Pencil Pusher           | 5 aprile 1962     |                 |                 |
| 28 | Innocents Abroad            | 12 aprile 1962    |                 |                 |
| 29 | Robbie the Caddy            | 19 aprile 1962    |                 |                 |
| 30 | Coincidence                 | 26 aprile 1962    |                 |                 |
| 31 | Air Derby                   | 3 maggio 1962     |                 |                 |
| 32 | Too Much in Common          | 10 maggio 1962    |                 |                 |
| 33 | Chug and Robbie             | 17 maggio 1962    |                 |                 |
| 34 | Good Influence              | 24 maggio 1962    |                 |                 |
| 35 | The Hippopotamus Foot       | 31 maggio 1962    |                 |                 |
| 36 | The Kibitzers               | 7 giugno 1962     |                 |                 |

## Birds and Bees
- Prima televisiva: 28 settembre 1961

### Trama
- Guest star: Joan Taylor (Muriel Stewart), Hank Stanton (Joey)

## Instant Hate
- Prima televisiva: 5 ottobre 1961

### Trama
- Guest star: Michael Flatley (Tommy Kaylor), Norman Grabowski (Herman), Minnette King (Margaret Kaylor), Joe Cranston (John Kaylor), Ann Marshall (Barbara Kaylor), Marilyn Hare (Marge), Lillian Powell (Marian Kaylor)

## The Crush
- Prima televisiva: 12 ottobre 1961
- Diretto da: Richard Whorf
- Scritto da: Arnold Peyser, Lois Peyser

### Trama
- Guest star: Grace Albertson (Mrs. Jackson), Sandra Downs (Ellen Brennan), Jena Engstrom (Mary Beth Jackson), Andrew Colmar (Tim Weede), Sally Hughes (Sally)

## Tramp the Hero
- Prima televisiva: 26 ottobre 1961
- Diretto da: Richard Whorf
- Scritto da: George Tibbles

### Trama
- Guest star: Keith Taylor (Freddie Ryan), Chrystine Jordan (Dianne Ferguson), Olive Dunbar (Ruth Pfeiffer), Ricky Allen (Huey "Sudsy" Pfeiffer)

## A Perfect Memory
- Prima televisiva: 2 novembre 1961
- Diretto da: Peter Tewksbury
- Scritto da: Dorothy Cooper Foote

### Trama
- Guest star: George Spicer (Steve Douglas (boy), Ludwig Stossel (Janitor), Patricia McNulty (Josephine), Virginia Rose (donna), Dennis Whitcomb (Larry Peckinpaugh), Claude Johnson (Tom)

## Bub's Lodge
- Prima televisiva: 9 novembre 1961
- Diretto da: Richard Whorf
- Scritto da: Shirley Gordon

### Trama
- Guest star: Joe Twerp (Smitty), Doodles Weaver (Max), Stuffy Singer (Doug), Skip Torgerson (Marty Baker), Jim Galante (Allen Wilson)

## A Lesson in Any Language
- Prima televisiva: 16 novembre 1961
- Diretto da: Richard Whorf
- Scritto da: Danny Simon

### Trama
- Guest star: Beau Bridges (Russ Burton), Andrew Colmar (Tim Weede), Bill Erwin (Joe Walters), Eddie Robertson (impiegato)

## The Ugly Duckling
- Prima televisiva: 23 novembre 1961
- Diretto da: Richard Whorf
- Scritto da: Edward J. Lakso

### Trama
- Guest star: Pitt Herbert (Mr. Teel), Judi Sherven (Beverly Mason), Robert Dunlap (Billy), Karen Green (Carrie Marsh), Ronnie Sorensen (Tim), Craig Curtis (Charlie Williams)

## Chip's Composition
- Prima televisiva: 30 novembre 1961
- Diretto da: Richard Whorf
- Scritto da: Glenn Wheaton, Elroy Schwartz

### Trama
- Guest star: Lyla Graham (Mrs. Ferguson), Natalie Masters (Mrs. Bergen), Olive Dunbar (Ruth Pfeiffer), John Gallaudet (Mr. Pfeiffer), Keith Taylor (Freddie Ryan), Ricky Allen (Huey "Sudsy" Pfeiffer)

## Mike in Charge
- Prima televisiva: 7 dicembre 1961
- Diretto da: Richard Whorf
- Scritto da: George Tibbles

### Trama
- Guest star: Olive Dunbar (Ruth Pfeiffer), Natalie Masters (Mrs. Bergen), Ricky Allen (Huey "Sudsy" Pfeiffer), Peter Brooks (Hank Ferguson), Anjo Stanton (Mary Lou Gifford), Mae Williams (infermiera), June Walker (Annie)

## Bub Goes to School
- Prima televisiva: 14 dicembre 1961
- Diretto da: Richard Whorf
- Scritto da: Paul David

### Trama
- Guest star: Jerry Ziesmer (giovanotto), Wayne Winton (Chauffeur), Harriet MacGibbon (Margaret), Robert Cleaves (Mr. Hemphill)

## Robbie's Band
- Prima televisiva: 21 dicembre 1961
- Diretto da: Richard Whorf
- Scritto da: Robert O'Brien

### Trama
- Guest star: Andrew Colmar (Tim Weede), Robert Dunlap (Jess), Allen Breneman (Jerry), Peter Brooks (Hank Ferguson), Skip Torgerson (Marty Baker), Dick Bellis (Carl)

## Damon and Pythias
- Prima televisiva: 28 dicembre 1961
- Diretto da: Richard Whorf
- Scritto da: Gail Ingram Clement

### Trama
- Guest star: Buddy Hart (Hal), Bruce Baxter (Tony), Peter Brooks (Hank Ferguson), Ricky Allen (Huey "Sudsy" Pfeiffer), Fred Kruger (Mr. Cronkite), John Rockwell (Dan)

## Chip Leaves Home
- Prima televisiva: 4 gennaio 1962
- Diretto da: Richard Whorf
- Scritto da: Joanna Lee

### Trama
- Guest star: Ricky Allen (Huey "Sudsy" Pfeiffer), Howard Caine (Police Sergeant), Pat Patterson (poliziotto), Jack Powers (Policeman at Restaurant)

## The Romance of Silver Pines
- Prima televisiva: 11 gennaio 1962
- Diretto da: Richard Whorf
- Scritto da: Jack Laird

### Trama
- Guest star: Dal McKennon (Mac Ivers), Jan Clayton (Fran Borden), Ed Begley (Ed Wallace), Irene Ryan (Rusty Wallace)

## Blind Date
- Prima televisiva: 18 gennaio 1962
- Diretto da: Richard Whorf
- Scritto da: George Tibbles

### Trama
- Guest star: Marjorie Stapp (Helen), Trudi Ziskind (Janie Miller), Peter Brooks (Hank Ferguson), Andrew Colmar (Tim Weede), Carole Costello (Bonnie Walters)

## Second Time Around
- Prima televisiva: 25 gennaio 1962
- Diretto da: Richard Whorf
- Scritto da: Kitty Buhler

### Trama
- Guest star: Wally Brown (Max), Patricia Barry (Pamela MacLish), Richard Reeves (Smitty), George Cisar (Giles), Sheila Rogers (Meg)

## The Girls Next Door
- Prima televisiva: 1º febbraio 1962
- Diretto da: Richard Whorf
- Scritto da: Howard Leeds

### Trama
- Guest star: Warren Parker (dottor Gordon), Edward Knight (Wes Marlowe), Jody Fair (Dodo), Marlyn Mason (Ellen), Barbara Lyon (Georgia), Kaye Elhardt (Ann)

## Bub Gets a Job
- Prima televisiva: 8 febbraio 1962
- Diretto da: Richard Whorf
- Scritto da: Judith Specht, Robert Specht, George Tibbles

### Trama
- Guest star: Rusty Stevens (Cletus Bleeker), Bryan O'Byrne (Interviewer), Raymond Bailey (Mr. Dennis), Peggy Mondo (Mrs. Bleeker), Geraldine Wall (Lady Customer), Jonathan Hole (Mr. Tully)

## Le Petit Stowaway
- Prima televisiva: 15 febbraio 1962
- Diretto da: Richard Whorf
- Scritto da: Dorothy Cooper Foote

### Trama
- Guest star: Bill Erwin (Joe Walters), Bert Remsen (capitano Maynard), Ted Roter (lavoratore), Jeno Mate (lavoratore), Louis Mercier (Papa), Arlette Clark (Mama)

## Robbie Valentino
- Prima televisiva: 22 febbraio 1962
- Diretto da: Richard Whorf
- Scritto da: Paul David

### Trama
- Guest star: Larry Merrill (Chuck), Judee Morton (Marilyn Turnthurston), Frank Baxter (Ed Murry), Nancy Kulp (Miss Harris), John Truax (Joe Gregg), Ricky Allen (Huey "Sudsy" Pfeiffer)

## The Masterpiece
- Prima televisiva: 1º marzo 1962
- Diretto da: Richard Whorf
- Scritto da: Gail Ingram Clement

### Trama
- Guest star: Gilman Rankin (Mr. Shutley), Natalie Masters (Mrs. Bergen), John Gallaudet (Mr. Pfeiffer), Ricky Allen (Huey "Sudsy" Pfeiffer)

## A Holiday for Tramp
- Prima televisiva: 8 marzo 1962
- Diretto da: Richard Whorf
- Scritto da: Dorothy Cooper Foote

### Trama
- Guest star: Charles Seel (conducente), Reta Shaw (Mrs. Bradshaw), Bobby Johnson (Porter), Maudie Prickett (Brownie), Johnny Silver (Chauffeur), Lois January (Mrs. Nichols)

## The Big Game
- Prima televisiva: 15 marzo 1962
- Diretto da: Richard Whorf
- Scritto da: Gail Ingram Clement

### Trama
- Guest star: Vaughn Meadows (Jerry Brunson), Nancy Kulp (Miss Fisher)

## Chip's Party
- Prima televisiva: 22 marzo 1962
- Diretto da: Richard Whorf
- Scritto da: Howard Leeds

### Trama
- Guest star: Lois January (Mrs. Brubaker), Jason Johnson (dottor Foster), Natalie Masters (Mrs. Bergen), Olive Dunbar (Ruth Pfeiffer), Debbie Megowan (Dorine Peters), Ricky Allen (Huey "Sudsy" Pfeiffer)

## Casanova Trouble
- Prima televisiva: 29 marzo 1962
- Diretto da: Richard Whorf
- Scritto da: Muriel Roy Bolton

### Trama
- Guest star: Debbie Megowan (Dorine Peters), Tony Maxwell (Freddie), Brenda Scott (Linda), Ricky Allen (Huey "Sudsy" Pfeiffer), Jack Stermer (Jack Tully), Barbara Eiler (Julie)

## The Pencil Pusher
- Prima televisiva: 5 aprile 1962
- Diretto da: Richard Whorf
- Scritto da: Howard Leeds

### Trama
- Guest star: Guy Remsen (Enlisted Man), William Sargent (tenente Smith), Sydney Mason (Chief Miller), William Tannen (colonnello)

## Innocents Abroad
- Prima televisiva: 12 aprile 1962
- Diretto da: Richard Whorf
- Scritto da: Dick Conway, Roland MacLane

### Trama
- Guest star: Walter Kray (Jacque), Jose Gonzales-Gonzales (Jose), Gene Benton (Mr. Gifford), Nellie Burt (Mrs. Hansen), Ed Wilson (Otto), Roy Engel (Wally Osborne)

## Robbie the Caddy
- Prima televisiva: 19 aprile 1962
- Diretto da: Richard Whorf
- Scritto da: Arthur Marx, Mannie Manheim

### Trama
- Guest star: Louis Nicoletti (Caddy Master), Richard Chambers (Donnigan's Caddy), Peter Brooks (Hank Ferguson), Jimmy Cross (Steward), Sam Balter (annunciatore), Stan Becker (Caddy), Robert J. Wilke (Danny Donnigan)

## Coincidence
- Prima televisiva: 26 aprile 1962
- Diretto da: Richard Whorf
- Scritto da: Dorothy Cooper Foote

### Trama
- Guest star: Billy Barty (Billy Longfellow), John Lawrence (camionista), Barbara Parkins (Bobbie), Mary Jackson (Irene), Verna Felton (Mub), Bridget Rohland (Mike), Susan Gordon (Kit)

## Air Derby
- Prima televisiva: 3 maggio 1962
- Diretto da: Richard Whorf
- Scritto da: Joseph Hoffman, Lou Breslow

### Trama
- Guest star: Butch Patrick (ragazzino), Ida Mae McKenzie (Mrs. Bates), Joey D. Vieira (Roly-Poly Bates), Wallace Rooney (Pop Johnson), David Foley (Joey), Chick Hearn (annunciatore), Ed Prentiss (Charlie Bates)

## Too Much in Common
- Prima televisiva: 10 maggio 1962
- Diretto da: Richard Whorf
- Scritto da: John McGreevey

### Trama
- Guest star: Josie Lloyd (Linda Prentiss), Leslie Wales (Amy Bennett), Carolyn Craig (June Barker), Don Edmonds (Student Librarian), Bill Zuckert (Harry Barker), Dick Clair (Ken Everetts)

## Chug and Robbie
- Prima televisiva: 17 maggio 1962
- Diretto da: Richard Whorf
- Scritto da: William Kelsay

### Trama
- Guest star: Bunny Henning (Gloria), Peter Brooks (Hank Ferguson), Del Moore (Mr. Williams), Sally Merlin (Annette), Ryan O'Neal (Chug Williams)

## Good Influence
- Prima televisiva: 24 maggio 1962
- Diretto da: Richard Whorf
- Scritto da: John McGreevey

### Trama
- Guest star: Mary Anderson (Claire Selby), George D. Wallace (Fred Selby), Leslie Wales (Amy Bennett), Kelly Prest (Ralph Selby)

## The Hippopotamus Foot
- Prima televisiva: 31 maggio 1962
- Diretto da: Richard Whorf
- Scritto da: George Tibbles

### Trama
- Guest star: Alexander Lockwood (Dean Talbot), Hank Patterson (Quinby Lewis), Andrew Colmar (Tim Weede), Doug Lambert (Buzz Talbot), Dennis Whitcomb (Jeff), Mike Minor (Ray)

## The Kibitzers
- Prima televisiva: 7 giugno 1962
- Diretto da: Richard Whorf
- Soggetto di: John McGreevey

### Trama
- Guest star: Lloyd Corrigan (Smitty), Bill Erwin (Joe Walters), Eddie Quillan (Mr. Hewlitt), Natalie Masters (Mrs. Bergen), Joe Twerp (Mr. Crockett), Burt Mustin (Max), Ricky Allen (Huey "Sudsy" Pfeiffer)